# Brigitte Dietrich
Brigitte Dietrich (* 17. März 1965 in Thun) ist eine Schweizer Jazzmusikerin (Piano, Komposition, Arrangement).

## Leben und Wirken
Dietrich begann mit acht Jahren mit dem Klavierunterricht. Vor der Matura spielte sie in den Bands Schwärpunkt und Lapsus Mundartrock, dann in der Gruppe No Fish Today Jazzrock. Sie studierte zunächst an der Swiss Jazz School in Bern Jazz-Piano bei Joe Haider und William Evans, um von 1995 bis 1997 am Berklee College of Music in Boston von Joanne Brackeen, Ray Santisi und Kenny Werner unterrichtet zu werden. Jazzkomposition lernte sie zunächst bei Greg Hopkins. Dann kehrte sie in die Schweiz zurück, wo sie 1999 ihren Diplomabschluss an der Swiss Jazz School machte.
Zuvor spielte sie in Erwin´s Big Band aus Fribourg, im Trio Berla-Dietrich-Reiff, mit Three for Jazz, der Second Line Big Band, im Trio Femmetastique und dem Katrin Hubacher Quartet. Auch gründete sie eine eigene Gruppe, mit der sie im Quartett- und im Trioformat auftritt. Seit 1999 komponierte und arrangierte sie für verschiedene Formationen von Joe Haider, mit dem sie das Brigitte Dietrich–Joe Haider Jazz Orchestra leitete. Auftritte mit der Big Band führten sie durch Deutschland, Frankreich, Österreich und die Schweiz. 2001 erhielt sie einen Arrangementauftrag vom New Yorker Label Arkadia. Sie unterrichtete an zwei Musikschulen im Aargau und leitet private Workshops.

## Diskographische Hinweise
- Brigitte Dietrich-Joe Haider Jazz Orchestra Consequences (JHM Records/SunnyMoon 2002)
- Joe Haiders Eleven Lebenslinien (Migros 2011, mit Bert Joris, Matthias Spillmann, Daniel Blanc, René Mosele, Fabian Beck, Andy Scherrer, Thomas Geiger, Raffaele Bossard, Daniel Aebi)